# Luisa Casati
Luisa, Marchesa Casati Stampa di Soncino (nume la naștere, Luisa Adele Rosa Maria Amman; n. 23 ianuarie 1881, Milano, Regatul Italiei – d. 1 iunie 1957, Londra, Anglia, Regatul Unit), a fost o moștenitoare italiană, socialită, muză și patroană a artelor de la începutul secolului al XX-lea.

## Stil vestimentar
Stilul vestimentar decadent al marchizei Luisa Casati a inspirat sute de artiști, nenumărați imitatori și o linie vestimentară care îi poartă numele (Marchesa). Ținutele marchizei Casati arătau mai degrabă ca niște costume de bal, de carnaval sau de teatru, decât ca niște haine normale.
O nobilă italiancă, marchiza Luisa Casati a făcut furori prin Europa în primele trei decenii ale secolului al XX-lea cu aparițiile sale incărcate de bijuterii și pene. Aspectul practic nu a preocupat-o niciodată pe marchiza originală, care, la numeroase dineuri, apărea cu șerpi vii încolăciți în jurul gâtului, purtați ca și cum ar fi fost niște șiraguri de perle. Cu 1,80 m înălțime și subțire, cu niște cârlionți roșii (pe care o dată i-a vopsit asemenea unor dungi de tigru), marchiza a colaborat cu cei mai importanți creatori ai timpului-printre care Fortuny, Poiret și Worth, dar și creatorii ruși.
Uneori, pentru probe, marchiza era acompaniată de o versiune a sa din ceară, în mărime naturală, astfel încât couturierii puteau să realizeze haine care să i se potrivească perfect. Apoi, își ducea păpușa la cină și își petrecea seara așezată lângă ea.

## Personalitate teatrală
Marchiza privea fiecare ocazie ca pe un bal mascat, fie ca își scotea leoparzii la o plimbare în miezul nopții prin piața San Marco din Veneția, îmbrăcată doar într-o haină de blană (leoparzii săi purtau bijuterii), sau găzduia un bal mascat la Paris, deghizată în celebrul ocultist italian Cagliostro. A devenit un personaj intimidant atunci când a încuiat în dulap o musafiră care îi copiase costumul. Marchiza era dispusă să adopte orice măsură pentru a fi în centrul atenției, inclusiv accentuarea ochilor săi, deja imenși, cu picături de extract otrăvitor de mătrăgună. E adevărat, înfățișarea ieșită din comun a marchizei a scandalizat lumea bună a epocii sale, dar a atras și mulți admiratori. S-a căsătorit cu marchizul Camillo Casati în 1900, dar s-a separat la scurtă vreme de acesta după nașterea singurului lor copil, Cristina. Deși a avut multe aventuri, marea ei iubire a fost influentul poet italian Gabriele D'Annunzio, cu aproape 20 de ani mai în vârstă ca ea.
A comandat numeroase portrete artiștilor, inclusiv pictorilor Giovanni Boldini, Giacomo Balla și Augustus John, alături de fotograful Baron de Meyer. Printre multele talente pe care le-a promovat s-a aflat si Man Ray, un fotograf aproape necunoscut atunci, ce i-a realizat un portret celebru, în care această frumusețe vanitoasă este înfățișată cu șase ochi, spre delectarea ei. Considerată odată cea mai bogată femeie a Italiei, marchiza și-a petrecut ultimii ani din viață fără nici un ban.

## Galerie de imagini

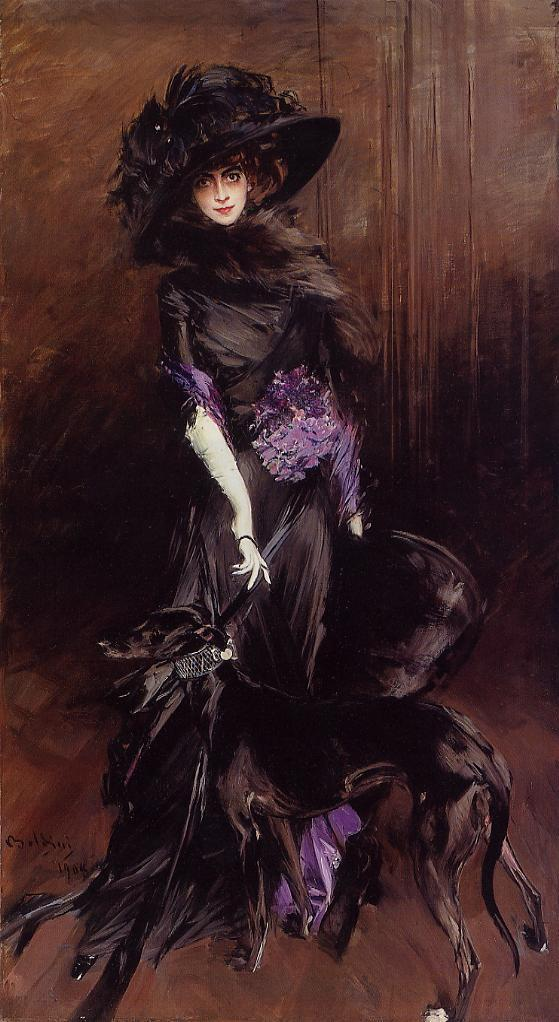
Luisa Casati, pictură de Giovanni Boldini
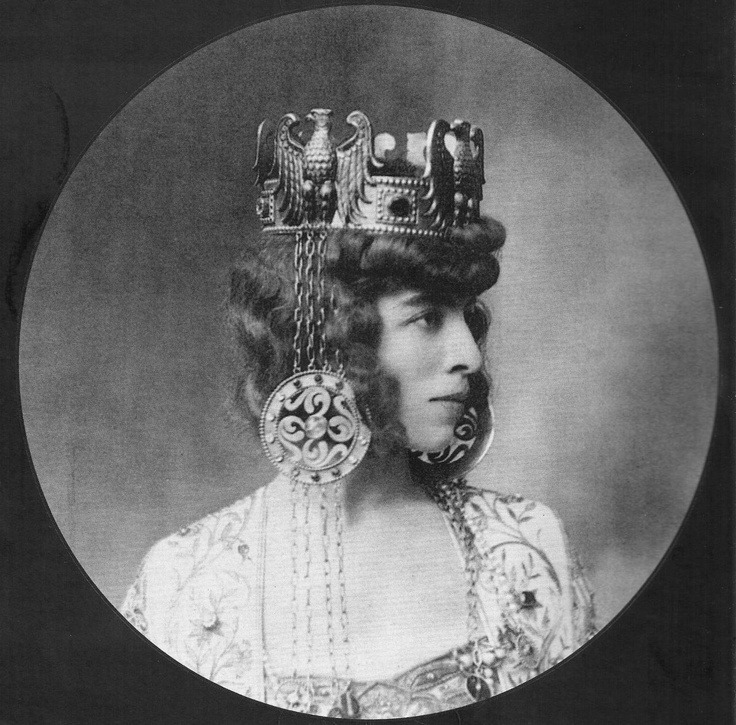
Luisa Casati
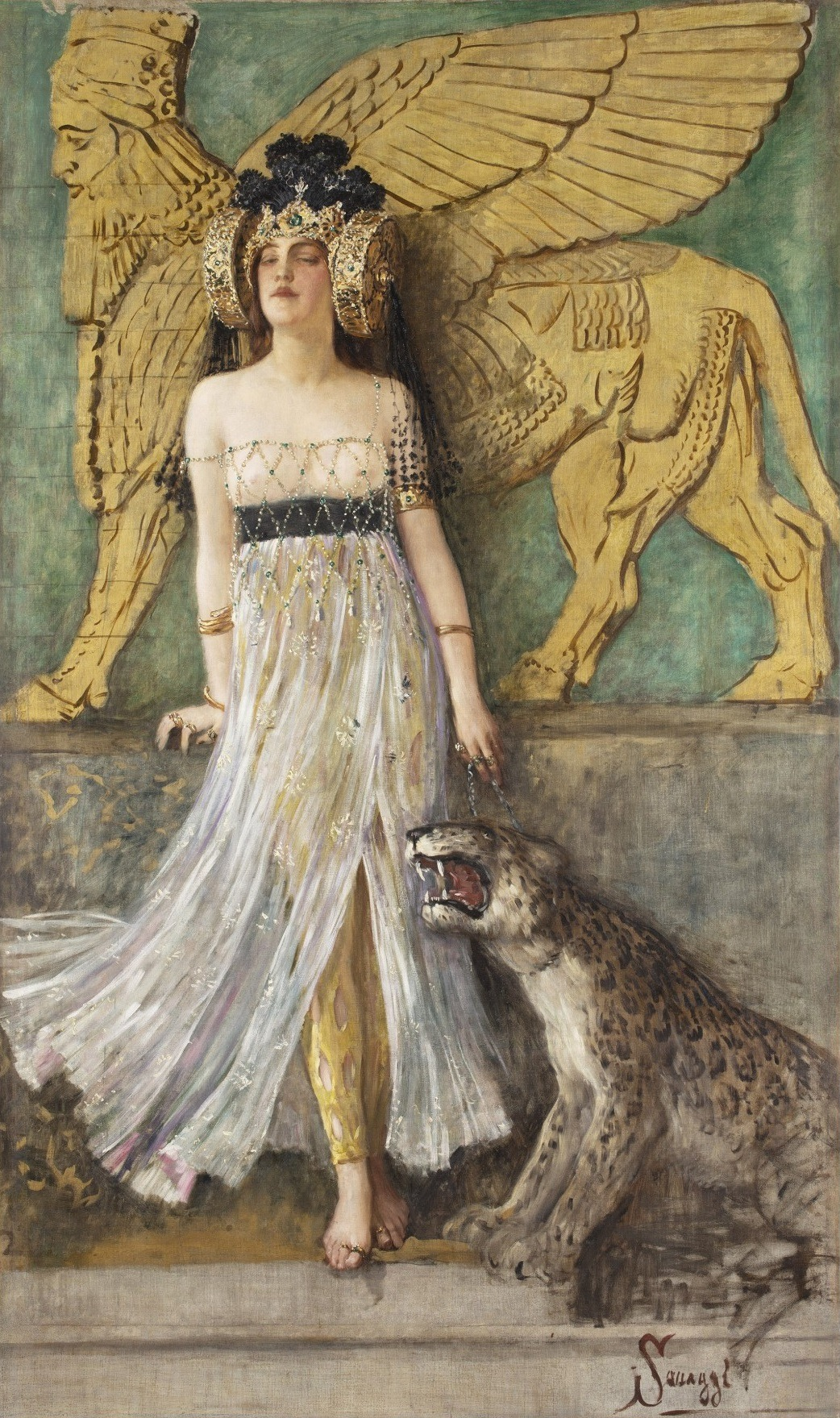
Tabloul clar simbolist intitulat „Regina Semiramis” de Cesare Saccaggi da Tortona se referă în mod clar la ea care, la fel ca reprezentarea legendarei regine a Babilonului, apărea în public cu fiarele în lesă.
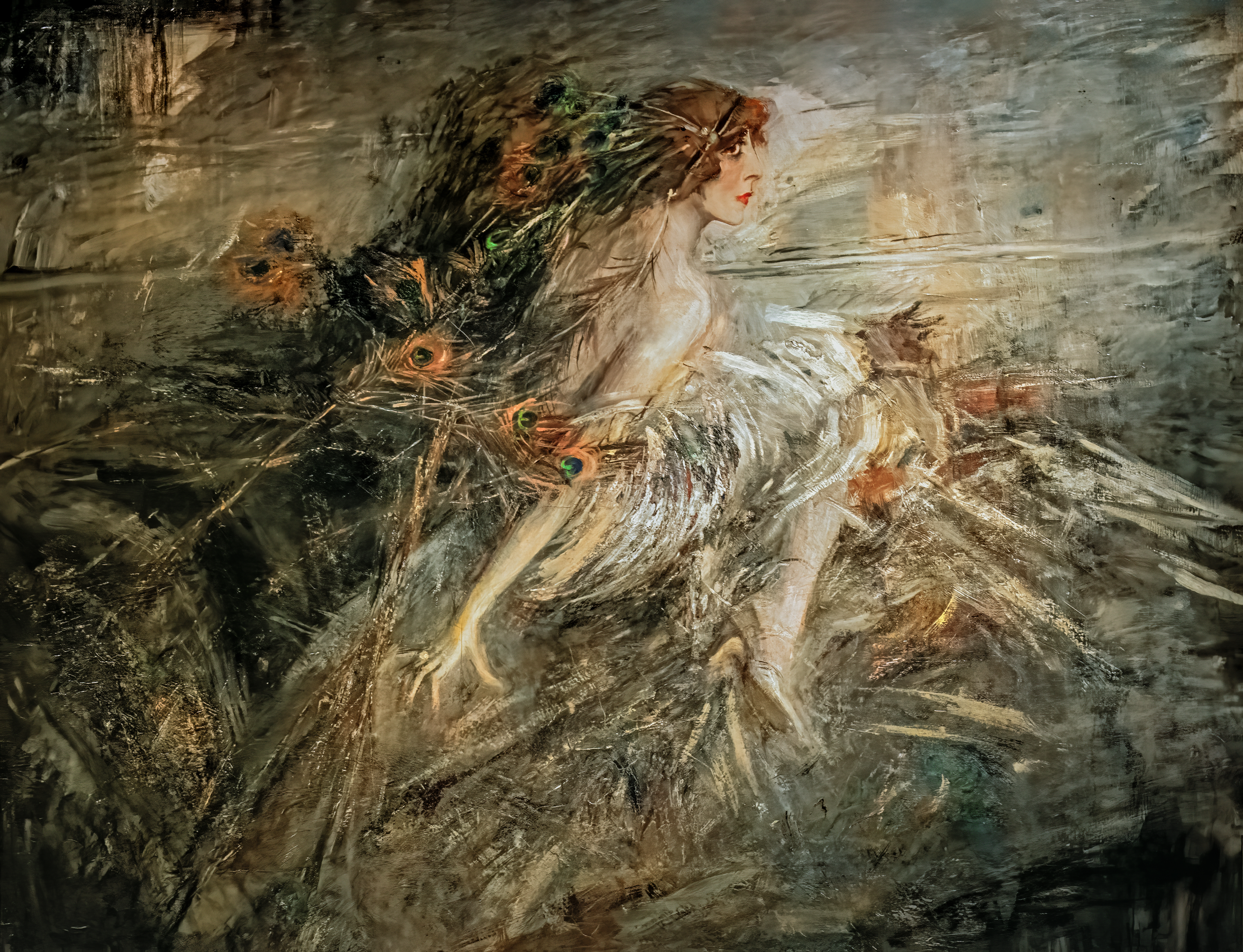